# Medalla Dickin

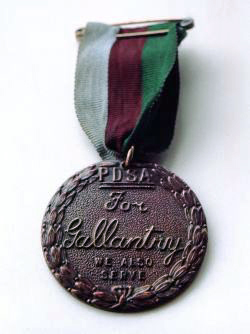

La Medalla Dickin es una condecoración que se le otorga a animales por sus acciones señaladas en época de conflictos bélicos desde 1943, y que puede ser considerada como un equivalente de la Cruz Victoria que se le entrega a los militares que forman parte de las Fuerzas Armadas de la Commonwealth. La entrega de esta medalla fue idea de Maria Dickin, fundadora de la institución PDSA (sigla de People's Dispensary for Sick Animals, en español: Sanatorio popular para animales enfermos).
Está hecha de bronce y tiene inscritas las leyendas «For Gallantry» (Por la valentía) y «We Also Serve» (También servimos) dentro de una corona de laurel. Esta medalla porta una cinta con rayas verdes, marrón oscuro y azul pálido.
Dicha medalla es presentada y entregada por el alcalde de la ciudad de Londres. En la actualidad, tan sólo sesenta y tres animales han sido condecorados con esta medalla.